# Antonin Guigonnat
Antonin Guigonnat (Ambilly, 2 de julio de 1991) es un deportista francés que compite en biatlón. Su hermana Gilonne compite en el mismo deporte.
Ganó tres medallas en el Campeonato Mundial de Biatlón entre los años 2019 y 2023, y cuatro medallas en el Campeonato Europeo de Biatlón, en los años 2015 y 2024.
Participó en los Juegos Olímpicos de Pyeongchang 2018, ocupando el quinto lugar en la prueba de relevo.

## Palmarés internacional
| Campeonato Mundial | Campeonato Mundial   | Campeonato Mundial | Campeonato Mundial      |
| Año                | Lugar                | Medalla            | Prueba                  |
| ------------------ | -------------------- | ------------------ | ----------------------- |
| 2019               | Östersund (Suecia)   | Medalla de plata   | Salida en grupo         |
| 2021               | Pokljuka (Eslovenia) | Medalla de oro     | Relevo mixto individual |
| 2023               | Oberhof (Alemania)   | Medalla de oro     | Relevo                  |
| Campeonato Europeo |                      |                    |                         |
| Año                | Lugar                | Medalla            | Prueba                  |
| 2015               | Otepää (Estonia)     | Medalla de bronce  | Velocidad               |
| 2024               | Osrblie (Eslovaquia) | Medalla de oro     | Velocidad               |
| 2024               | Osrblie (Eslovaquia) | Medalla de plata   | Relevo mixto            |
| 2024               | Osrblie (Eslovaquia) | Medalla de bronce  | Persecución             |